# Charity Shield 1980
 (mars 2024).
Navigation
1979 1981
Le Community Shield 1980 est la 58e édition de la Supercoupe d'Angleterre de football, épreuve qui oppose le champion d'Angleterre au vainqueur de la Coupe d'Angleterre. Disputée le 9 août 1980 au Wembley Stadium de Londres, la rencontre oppose Liverpool à West Ham.
Liverpool remporte son huitième titre dans cette compétition sur le score de 1 à 0. L'unique but de la partie est marqué par Terry McDermott à la 17e minute d'un tir de près après que le gardien de West Ham, Phil Parkes, repousse un tir d'Alan Kennedy venant de la gauche de sa surface.

## Feuille de match
| Titulaires :  |                  |  |
|               |                  |  |
| 1             | Ray Clemence     |  |
| 2             | Phil Neal        |  |
| 3             | Alan Kennedy     |  |
| 4             | Phil Thompson    |  |
| 5             | Ray Kennedy      |  |
| 6             | Alan Hansen      |  |
| 7             | Kenny Dalglish   |  |
| 8             | Jimmy Case       |  |
| 9             | David Johnson    |  |
| 10            | Terry McDermott  |  |
| 11            | Graeme Souness   |  |
|               |                  |  |
| Remplaçants : |                  |  |
| 12            | Colin Irwin      |  |
| 13            | Sammy Lee        |  |
| 14            | Avi Cohen        |  |
| 15            | David Fairclough |  |
| 16            | Steve Ogrizovic  |  |
|               |                  |  |
| Entraîneur :  |                  |  |
| Bob Paisley   |                  |  |

| Titulaires :  |                 |  |
|               |                 |  |
| 1             | Phil Parkes     |  |
| 2             | Ray Stewart     |  |
| 3             | Paul Brush      |  |
| 4             | Billy Bonds     |  |
| 5             | Alvin Martin    |  |
| 6             | Alan Devonshire |  |
| 7             | Paul Allen      |  |
| 8             | Pat Holland     |  |
| 9             | David Cross     |  |
| 10            | Trevor Brooking |  |
| 11            | Geoff Pike      |  |
|               |                 |  |
| Remplaçants : |                 |  |
| 12            | Frank Lampard   |  |
| 13            | Bobby Ferguson  |  |
| 14            | Jimmy Neighbour |  |
| 15            | Nicky Morgan    |  |
|               |                 |  |
| Entraîneur :  |                 |  |
| John Lyall    |                 |  |

| Titulaires :  |                  |  |
|               |                  |  |
| 1             | Ray Clemence     |  |
| 2             | Phil Neal        |  |
| 3             | Alan Kennedy     |  |
| 4             | Phil Thompson    |  |
| 5             | Ray Kennedy      |  |
| 6             | Alan Hansen      |  |
| 7             | Kenny Dalglish   |  |
| 8             | Jimmy Case       |  |
| 9             | David Johnson    |  |
| 10            | Terry McDermott  |  |
| 11            | Graeme Souness   |  |
|               |                  |  |
| Remplaçants : |                  |  |
| 12            | Colin Irwin      |  |
| 13            | Sammy Lee        |  |
| 14            | Avi Cohen        |  |
| 15            | David Fairclough |  |
| 16            | Steve Ogrizovic  |  |
|               |                  |  |
| Entraîneur :  |                  |  |
| Bob Paisley   |                  |  |

| Titulaires :  |                 |  |
|               |                 |  |
| 1             | Phil Parkes     |  |
| 2             | Ray Stewart     |  |
| 3             | Paul Brush      |  |
| 4             | Billy Bonds     |  |
| 5             | Alvin Martin    |  |
| 6             | Alan Devonshire |  |
| 7             | Paul Allen      |  |
| 8             | Pat Holland     |  |
| 9             | David Cross     |  |
| 10            | Trevor Brooking |  |
| 11            | Geoff Pike      |  |
|               |                 |  |
| Remplaçants : |                 |  |
| 12            | Frank Lampard   |  |
| 13            | Bobby Ferguson  |  |
| 14            | Jimmy Neighbour |  |
| 15            | Nicky Morgan    |  |
|               |                 |  |
| Entraîneur :  |                 |  |
| John Lyall    |                 |  |